# Summit (hop)
Summit is een hopvariëteit, gebruikt voor het brouwen van bier.
Deze hopvariëteit is een “bitterhop”, bij het bierbrouwen voornamelijk gebruik voor zijn bittereigenschappen. Deze Amerikaanse dwerghopvariëteit met hoog alfazuurgehalte werd gekweekt bij de American Dwarf Hop Association en in 2003 op de markt gebracht.

## Kenmerken
- Alfazuur: 13,5 – 15,5%
- Bètazuur: 4 – 6%
- Eigenschappen: sterk aroma met toetsen van citrus en pompelmoes